# Mitrasacme subvolubilis
Mitrasacme subvolubilis är en tvåhjärtbladig växtart som beskrevs av Ferdinand von Mueller. Mitrasacme subvolubilis ingår i släktet Mitrasacme och familjen Loganiaceae. Inga underarter finns listade i Catalogue of Life.